# Chiesa di San Pietro (Lubiana)
La chiesa di San Pietro (in sloveno Župnijska cerkev sv. Petra, Šempetrska cerkev o Šentpetrska cerkev) è una chiesa di Lubiana, capitale della Slovenia. È dedicata a san Pietro. Si tratta di una delle più antiche chiese di Lubiana. Si trova nel distretto Centro, all'angolo di via Trubar (Trubarjeva cesta), via Njegoš (Njegoševa cesta) e via Zalog (Zaloška cesta), nei pressi di piazza Croazia (Hrvatski trg).

## Storia
La chiesa originaria su cui è stata poi costruita quella odierna risale al IX secolo su ordine di Paolino II, patriarca di Aquileia. È stata la prima sede della parrocchia di Lubiana. Attorno alla chiesa vi era un cimitero ma dal 1779 è stato abbandonato.
L'attuale edificio è stato costruito in stile barocco tra il 1730 e il 1733 su progetto dell'architetto Carlo Martinuzzi sulla base della Basilica di San Giorgio Maggiore a Venezia. Il progetto della chiesa è di Giovanni Fusconi.
Dopo il terremoto di Lubiana del 1895, la chiesa fu ristrutturata dall'architetto Raimund Jeblinger in stile neo-barocco. La facciata è stata completamente ristrutturata dall'architetto Ivan Vurnik, mentre la moglie Helena Vurnik ha contribuito alle decorazioni interne e ai relativi mosaici. Gli affreschi del soffitto sono opera del pittore barocco Franc Jelovšek le decorazioni dell'altare sono di Valentin Metzinger.
Il ponte di San Pietro prende il nome della chiesa stessa.